# モノイズム
『モノイズム』 (MONOISM) は、2002年4月6日からテレビ東京で放送されているドキュメンタリー番組。
カタログやコマーシャルでは語り尽くせない新製品の特徴などを、企業各社の開発者・研究者へのインタビューと映像で紹介している。製品の特徴と開発者たちの想いを短時間でまとめた内容になっている。音声はステレオ放送。

## スタッフ
- 製作著作：テレビ東京
- 協力：オブザアイ[2]

## 放送時間
いずれも日本標準時。
- 土曜 15:55 - 16:00 （2002年4月6日 - 2008年3月29日）
- 土曜 14:25 - 14:30 （2008年4月5日 - 2008年12月27日）
- 土曜 14:53 - 14:58 （2009年1月10日 - 2011年3月26日）
- 金曜 15:25 - 15:30 （2011年4月8日）
- 土曜 01:53 - 02:00 （2011年4月9日 - 2011年4月30日）
- 水曜 22:54 - 23:00 （2011年5月4日 - 2011年9月28日）
- 月曜 22:54 - 23:00 （2011年10月3日 - 2014年9月29日）
- 木曜 20:54 - 21:00 （2014年10月2日 - 2015年9月24日）
- 木曜 21:54 - 22:00 （2015年10月1日 - 2016年6月30日）
- 日曜 22:48 - 22:54 （2016年7月17日 - 2016年9月25日）
- 月曜 22:54 - 23:00 （2016年10月3日 - 2017年4月30日）
- 日曜 22:48 - 22:54 （2017年5月7日 - 2017年6月25日）
- 木曜 21:54 - 22:00 （2017年7月6日 - 2017年9月28日）
- 日曜 22:48 - 22:54 （2017年10月1日 - 2018年6月24日）
- 金曜 01:30 - 01:35 （2018年7月6日 - 2018年8月31日）
- 日曜 22:48 - 22:54 （2018年9月2日 - 2018年10月14日）
- 火曜 21:54 - 22:00 （2018年10月23日 - 2019年3月26日）
- 土曜 17:15 - 17:20 （2019年4月6日 - 2020年4月25日）
- 日曜 17:15 - 17:20 （2020年5月3日 - 2020年9月27日）
- 土曜 17:15 - 17:20 （2020年10月3日 - ）